# QWER
QWER (tiếng Hàn: 큐더블유이알; Romaja: Choeaeui Aideul) là một ban nhạc nữ Hàn Quốc trực thuộc 3Y Corporation và Tamago Production. Nhóm bao gồm 4 thành viên: Magenta, Chodan, Siyeon và Hina. Họ ra mắt vào ngày 18 tháng 10 năm 2023, với album đĩa đơn Harmony from Discord.

## Lịch sử

### Trước khi ra mắt
Vào ngày 2 tháng 7 năm 2023, Tamago Production tiết lộ thông qua YouTube của họ rằng họ sẽ ra mắt một ban nhạc nữ gồm bốn thành viên.
Thông qua loạt phim trước khi ra mắt trên YouTube "OSHI NO KO Project" đã tiết lộ các thành viên gồm: Magenta với vị trí tay chơi bass, Hina tay chơi keyboard, Lee Siyeon là ca sĩ chính, tay chơi guitar và Chodan đã được lựa chọn làm tay trống trước đó.
Cả bốn thành viên đều người nổi tiếng trên mạng xã hội. Chodan và Magenta là những streamer trên Twitch, Hina là người sáng tạo nội dung và cosplayer nổi tiếng trên TikTok, còn Siyeon là cựu thành viên của nhóm nhạc nữ thần tượng Nhật Bản NMB48.

### 2023: Ra mắt với"Harmony from Discord"
Ngày 24 tháng 9, QWER thông báo rằng họ sẽ chính thức ra mắt vào ngày 18 tháng 10 với album đĩa đơn "Harmony from Discord".
Các bài hát trong album lần đầu tiên được biểu diễn trong buổi giới thiệu ra mắt của họ tại Musinsa Garage ở Seoul. Ca khúc chủ đề "Discord" đạt vị trí thứ 5 trên "Viral 50 – Japan" của Spotify. Ca khúc ra mắt ở vị trí thứ 88 trên bảng xếp hạng "Korea Weekly Top Songs" của YouTube Music tại thời điểm phát hành và trụ vững trên bảng xếp hạng trong 21 tuần.
Vào ngày 12 tháng 12, QWER phát hành đĩa đơn phối lại mang tên "Discord (TAK Remix)"

### 2024-nay: Trở lại với "Manito", hợp tác cùng Liên Minh Huyền Thoại, phát hành "Algorithm's Blossom"và chiến thắng đầu tiên
Vào ngày 1 tháng 4, QWER trở lại với đĩa mở rộng (EP) đầu tiên "Manito" của họ.
Vào ngày 18 tháng 7, QWER đã phát hành đĩa đơn đặc biệt "Anima Power" được tạo ra với sự hợp tác của trò chơi Liên Minh Huyền Thoại của Riot Games và nhằm mục đích quảng bá cho "Anima Squad", một chế độ PvE mùa hè trong trò chơi có tên là "Swarm".
Vào ngày 2 tháng 9, QWER phát hành đĩa đơn kỹ thuật số "Fake Idol" và chuẩn bị cho sự trở lại với đĩa mở rộng thứ hai của nhóm. Vào ngày 23 tháng 9, QWER trở lại cũng đĩa mở rộng thứ hai "Algorithm's Blossom".
Nhóm đã giành được chiến thắng đầu tiên trên chương trình âm nhạc với ca khúc chủ đề "My Name Is Malguem" trong album vào ngày 9 tháng 10 trên Show Champion. 

## Thành viên
- Chú thích: In đậm là nhóm trưởng

| Nghệ danh | Nghệ danh | Tên khai sinh | Tên khai sinh | Tên khai sinh | Tên khai sinh  | Ngày sinh        | Vị trí                         | Chữ cái đại diện | Nơi sinh                 | Quốc tịch |
| Latinh    | Hangul    | Latinh        | Hangul        | Hanja         | Hán việt       | Ngày sinh        | Vị trí                         | Chữ cái đại diện | Nơi sinh                 | Quốc tịch |
| Magenta   | 마젠타    | Lee Ahee      | 이아희        | 李雅熙        | Lý Á Hy        | 2 tháng 6, 1997  | Bassist                        | W                | Gyeongsang Bắc, Hàn Quốc | Hàn Quốc  |
| Chodan    | 쵸단      | Hong Jihye    | 홍지혜        | 洪智惠        | Hồng Trí Huệ   | 1 tháng 11, 1998 | Leader, Drummer, Sub-Vocalist  | Q                | Seoul, Hàn Quốc          | Hàn Quốc  |
| Siyeon    | 시연      | Lee Siyeon    | 이시연        | 李始燕        | Lý Thúy Nghiên | 16 tháng 5, 2000 | Main Vocalist, Guitarist       | R                | Seoul, Hàn Quốc          | Hàn Quốc  |
| Hina      | 히나      | Jang Nayoung  | 장나영        | 張娜榮        | Trương Nhã Anh | 30 tháng 1, 2001 | Guitarist, Keyboardist, Maknae | E                | Seoul, Hàn Quốc          | Hàn Quốc  |

## Danh sách đĩa nhạc

### Đĩa mở rộng (EP)
| Tiêu đề             | Chi tiết | Thứ hạng cao nhất | Doanh số      |
| Tiêu đề             | Chi tiết | KOR               | Doanh số      |
| ------------------- | --- | ----------------- | ------------- |
| Manito              | - Phát hành: Ngày 1 tháng 4 năm 2024 - Hãng đĩa: 3Y Corporation, Kakao Entertainment - Định dạng: CD, digital download, streaming  | 14                | - KOR: 55,577 |
| Algorithm's Blossom | - Phát hành: Ngày 23 tháng 9 năm 2024 - Hãng đĩa: 3Y Corporation, Kakao Entertainment - Định dạng: CD, digital download, streaming | 10                | - KOR: 46,879 |

### Album đĩa đơn
| Tiêu đề              | Chi tiết | Thứ hạng cao nhất | Doanh số      |
| Tiêu đề              | Chi tiết | KOR               | Doanh số      |
| -------------------- | --- | ----------------- | ------------- |
| Harmony from Discord | - Phát hành: Ngày 18 tháng 10 năm 2023 - Hãng đĩa: 3Y Corporation, Kakao Entertainment - Định dạng: CD, digital download, streaming | 8                 | - KOR: 25,420 |

### Đĩa đơn
| Tiêu đề                                                                                  | Năm  | Thứ hạng cao nhất | Thứ hạng cao nhất | Thứ hạng cao nhất | Album                |
| Tiêu đề                                                                                  | Năm  | KOR               | KOR Songs         | WW Excl. US       | Album                |
| ---------------------------------------------------------------------------------------- | ---- | ----------------- | ----------------- | ----------------- | -------------------- |
| "Discord"                                                                                | 2023 | 24                | —                 | —                 | Harmony from Discord |
| "T.B.H" (고민중독)                                                                       | 2024 | 4                 | 2                 | 117               | Manito               |
| "Fake Idol" (가짜 아이돌)                                                                | 2024 | 99                | —                 | —                 | Algorithm's Blossom  |
| "My Name Is Malguem" (내이름 맑음)                                                       | 2024 | 2                 | 1                 | 111               | Algorithm's Blossom  |
| "—" biểu thị một bản ghi âm không được xếp hạng hoặc không được phát hành ở lãnh thổ đó. |      |                   |                   |                   |                      |

### Các bài hát khác trên bảng xếp hạng
| Tiêu đề                                | Năm  | Thứ hạng cao nhất | Album                |
| Tiêu đề                                | Năm  | KOR Down.         | Album                |
| -------------------------------------- | ---- | ----------------- | -------------------- |
| "Harmony of Stars" (별의 하모니)       | 2023 | 57                | Harmony from Discord |
| "Ferris Wheel" (대관람차)              | 2024 | 72                | Manito               |
| "Make Our Highlight" (불꽃놀이)        | 2024 | 75                | Manito               |
| "Soda"                                 | 2024 | 81                | Manito               |
| "G9JB" (지구정복)                      | 2024 | 82                | Manito               |
| "Free-Dumb" (자유선언)                 | 2024 | 83                | Manito               |
| "Manito" (마니또)                      | 2024 | 84                | Manito               |
| "Goodbye My Sadness (안녕, 나의 슬픔)" | 2024 | 22                | Algorithm's Blossom  |
| "Rebound" (메아리)                     | 2024 | 23                | Algorithm's Blossom  |
| "Let’s Love" (사랑하자)                | 2024 | 32                | Algorithm's Blossom  |
| "run! run! run!" (달리기)              | 2024 | 35                | Algorithm's Blossom  |
| "Outro"                                | 2024 | 73                | Algorithm's Blossom  |
| "Intro"                                | 2024 | 79                | Algorithm's Blossom  |

## Giải thưởng và đề cử
| Lễ trao giải             | Năm  | Hạng mục                      | Đề cử cho | Kết quả   | Tham khảo     |
| ------------------------ | ---- | ----------------------------- | --------- | --------- | ------------- |
| Asia Artist Awards       | 2024 | Rookie of the Year – Music    | QWER      | Đoạt giải | [ 24 ]        |
| D Awards                 | 2025 | Trend of the Year (Daesang)   | QWER      | Đoạt giải | [ 25 ]        |
| D Awards                 | 2025 | Delights Blue Label           | QWER      | Đoạt giải | [ 25 ]        |
| D Awards                 | 2025 | Best Band                     | QWER      | Đoạt giải | [ 25 ]        |
| K-World Dream Awards     | 2024 | K-World Dream Best Band Award | QWER      | Đoạt giải | [ 26 ] [ 27 ] |
| K-World Dream Awards     | 2024 | K-World Dream Bonsang         | QWER      | Đoạt giải | [ 26 ] [ 27 ] |
| Korea Grand Music Awards | 2024 | Best Band                     | QWER      | Đoạt giải | [ 28 ]        |
| MAMA Awards              | 2024 | Best Band Performance         | "T.B.H"   | Đoạt giải | [ 29 ]        |
| MAMA Awards              | 2024 | Artist of the Year            | QWER      | Đề cử     | [ 29 ]        |
| MAMA Awards              | 2024 | Best New Female Artist        | QWER      | Đề cử     | [ 29 ]        |
| MAMA Awards              | 2024 | Fans' Choice Female Top 10    | QWER      | Đề cử     | [ 29 ]        |
| MAMA Awards              | 2024 | Song of the Year              | "T.B.H"   | Đề cử     | [ 29 ]        |
| Melon Music Awards       | 2024 | Hot Trend Award               | QWER      | Đoạt giải | [ 30 ]        |
| Melon Music Awards       | 2024 | Top 10 Artist                 | QWER      | Đề cử     | [ 31 ]        |